# Títulos individuais de futebolistas pelo São Paulo Futebol Clube

## Copa do Mundo FIFA
Ao todo houve 46 convocados para a Seleção Brasileira de Futebol, sendo 13 campeões mundiais (houve jogadores do São Paulo em todos os cinco titulos brasileiros). Também houve 4 convocados para a Seleção Uruguaia de Futebol e 1 para Colômbia, Equador e Peru.
Em negrito, jogadores campeões mundiais
| Edição                     | Nasc     | Jogador           | Posição          |
| -------------------------- | -------- | ----------------- | ---------------- |
| Copa do Mundo FIFA de 1930 | Nenhum   | Nenhum            | Nenhum           |
| Copa do Mundo FIFA de 1934 | Brasil   | Armandinho        | Atacante         |
| Copa do Mundo FIFA de 1934 | Brasil   | Luisinho          | Atacante         |
| Copa do Mundo FIFA de 1934 | Brasil   | Sylvio            | Zagueiro         |
| Copa do Mundo FIFA de 1934 | Brasil   | Waldemar de Brito | Atacante         |
| Copa do Mundo FIFA de 1938 | Nenhum   | Nenhum            | Nenhum           |
| Copa do Mundo FIFA de 1950 | Brasil   | Bauer             | Volante          |
| Copa do Mundo FIFA de 1950 | Brasil   | Friaça            | Atacante         |
| Copa do Mundo FIFA de 1950 | Brasil   | Noronha           | Meia             |
| Copa do Mundo FIFA de 1950 | Brasil   | Rui               | Zagueiro         |
| Copa do Mundo FIFA de 1954 | Brasil   | Alfredo Ramos     | Volante          |
| Copa do Mundo FIFA de 1954 | Brasil   | Bauer             | Volante          |
| Copa do Mundo FIFA de 1954 | Brasil   | Maurinho          | Atacante         |
| Copa do Mundo FIFA de 1954 | Brasil   | Mauro             | Zagueiro         |
| Copa do Mundo FIFA de 1958 | Brasil   | De Sordi          | Lateral direito  |
| Copa do Mundo FIFA de 1958 | Brasil   | Dino Sani         | Volante          |
| Copa do Mundo FIFA de 1958 | Brasil   | Mauro             | Zagueiro         |
| Copa do Mundo FIFA de 1962 | Brasil   | Bellini           | Zagueiro         |
| Copa do Mundo FIFA de 1962 | Brasil   | Jurandir          | Zagueiro         |
| Copa do Mundo FIFA de 1966 | Brasil   | Bellini           | Zagueiro         |
| Copa do Mundo FIFA de 1966 | Brasil   | Paraná            | Atacante         |
| Copa do Mundo FIFA de 1970 | Brasil   | Gérson            | Meia             |
| Copa do Mundo FIFA de 1974 | Brasil   | Mirandinha        | Atacante         |
| Copa do Mundo FIFA de 1974 | Brasil   | Waldir Peres      | Goleiro          |
| Copa do Mundo FIFA de 1974 | Uruguai  | Pablo Forlán      | Lateral direito  |
| Copa do Mundo FIFA de 1974 | Uruguai  | Pedro Rocha       | Meia             |
| Copa do Mundo FIFA de 1978 | Brasil   | Chicão            | Volante          |
| Copa do Mundo FIFA de 1978 | Brasil   | Waldir Peres      | Goleiro          |
| Copa do Mundo FIFA de 1978 | Brasil   | Zé Sérgio         | Atacante         |
| Copa do Mundo FIFA de 1982 | Brasil   | Oscar             | Zagueiro         |
| Copa do Mundo FIFA de 1982 | Brasil   | Renato            | Atacante         |
| Copa do Mundo FIFA de 1982 | Brasil   | Serginho Chulapa  | Atacante         |
| Copa do Mundo FIFA de 1982 | Brasil   | Waldir Peres      | Goleiro          |
| Copa do Mundo FIFA de 1986 | Brasil   | Careca            | Atacante         |
| Copa do Mundo FIFA de 1986 | Brasil   | Falcão            | Volante          |
| Copa do Mundo FIFA de 1986 | Brasil   | Oscar             | Zagueiro         |
| Copa do Mundo FIFA de 1986 | Brasil   | Müller            | Atacante         |
| Copa do Mundo FIFA de 1986 | Brasil   | Silas             | Meia             |
| Copa do Mundo FIFA de 1986 | Uruguai  | Dario Pereyra     | Zagueiro         |
| Copa do Mundo FIFA de 1990 | Brasil   | Ricardo Rocha     | Zagueiro         |
| Copa do Mundo FIFA de 1994 | Brasil   | Cafu              | Lateral direito  |
| Copa do Mundo FIFA de 1994 | Brasil   | Leonardo          | Lateral esquerdo |
| Copa do Mundo FIFA de 1994 | Brasil   | Müller            | Atacante         |
| Copa do Mundo FIFA de 1994 | Brasil   | Zetti             | Goleiro          |
| Copa do Mundo FIFA de 1998 | Brasil   | Zé Carlos         | Lateral direito  |
| Copa do Mundo FIFA de 1998 | Brasil   | Denilson          | Atacante         |
| Copa do Mundo FIFA de 1998 | Colômbia | Aristizábal       | Atacante         |
| Copa do Mundo FIFA de 2002 | Brasil   | Belletti          | Lateral direito  |
| Copa do Mundo FIFA de 2002 | Brasil   | Kaká              | Meia             |
| Copa do Mundo FIFA de 2002 | Brasil   | Rogério Ceni      | Goleiro          |
| Copa do Mundo FIFA de 2006 | Brasil   | Mineiro           | Volante          |
| Copa do Mundo FIFA de 2006 | Brasil   | Rogério Ceni      | Goleiro          |
| Copa do Mundo FIFA de 2006 | Equador  | Reasco            | Lateral direito  |
| Copa do Mundo FIFA de 2010 | Nenhum   | Nenhum            | Nenhum           |
| Copa do Mundo FIFA de 2014 | Uruguai  | Álvaro Pereira    | Lateral esquerdo |
| Copa do Mundo FIFA de 2018 | Peru     | Cueva             | Meia             |

## Prêmio Craque do Brasileirão
Melhor Jogador
| País   | Nome         | Posição | Ano         |
| ------ | ------------ | ------- | ----------- |
| Brasil | Rogério Ceni | Goleiro | 2006 e 2007 |
| Brasil | Hernanes     | Volante | 2008        |

Craque da galera
| País   | Nome         | Posição | Ano         |
| ------ | ------------ | ------- | ----------- |
| Brasil | Rogério Ceni | Goleiro | 2007 e 2014 |
| Brasil | Hernanes     | Volante | 2017        |

Jogadores do São Paulo FC premiados na categoria "ouro"
| País    | Nome           | Posição         | Ano                     |
| ------- | -------------- | --------------- | ----------------------- |
| Uruguai | Lugano         | Zagueiro        | 2005                    |
| Brasil  | Rogério Ceni   | Goleiro         | 2006 e 2007             |
| Brasil  | Fabão          | Zagueiro        | 2006                    |
| Brasil  | Souza          | Lateral-direito | 2006                    |
| Brasil  | Mineiro        | Volante         | 2006                    |
| Brasil  | Muricy Ramalho | Treinador       | 2006, 2007 e 2008       |
| Brasil  | Breno          | Zagueiro        | 2007                    |
| Brasil  | Miranda        | Zagueiro        | 2007, 2008, 2009 e 2010 |
| Brasil  | Hernanes       | Volante         | 2007, 2008, 2009 e 2017 |
| Brasil  | Richarlyson    | Volante         | 2007                    |
| Brasil  | André Dias     | Zagueiro        | 2009                    |
| Brasil  | Lucas          | Meia            | 2012                    |
| Brasil  | Souza          | Volante         | 2014                    |

Jogadores do São Paulo FC premiados na categoria "prata"
| País   | Nome         | Posição         | Ano         |
| ------ | ------------ | --------------- | ----------- |
| Brasil | Rogério Ceni | Goleiro         | 2005 e 2008 |
| Brasil | Cicinho      | Lateral-direito | 2005        |
| Brasil | Mineiro      | Volante         | 2005        |
| Brasil | Ilsinho      | Lateral-direito | 2006        |
| Brasil | Josué        | Volante         | 2006        |
| Brasil | Aloísio      | Atacante        | 2006        |
| Brasil | Alex Silva   | Zagueiro        | 2007 e 2010 |
| Brasil | André Dias   | Zagueiro        | 2008        |

Jogadores do São Paulo FC premiados na categoria "bronze"
| País   | Nome         | Posição  | Ano  |
| ------ | ------------ | -------- | ---- |
| Brasil | Danilo       | Meia     | 2006 |
| Brasil | Jorge Wagner | Meia     | 2007 |
| Brasil | Dagoberto    | Atacante | 2007 |
| Brasil | Aloísio      | Atacante | 2007 |
| Brasil | Rhodolfo     | Zagueiro | 2011 |
| Brasil | Lucas        | Meia     | 2011 |

Revelação do campeonato
| País   | Nome  | Posição  | Ano  |
| ------ | ----- | -------- | ---- |
| Brasil | Breno | Zagueiro | 2007 |

## Bola de Ouro
| País   | Nome          | Posição  | Ano  |
| ------ | ------------- | -------- | ---- |
| Brasil | Valdir Peres  | Goleiro  | 1975 |
| Brasil | Careca        | Atacante | 1986 |
| Brasil | Ricardo Rocha | Zagueiro | 1989 |
| Brasil | Kaká          | Meia     | 2002 |
| Brasil | Rogério Ceni  | Goleiro  | 2008 |

## Bola de Prata
| País    | Nome                 | Posição          | Ano                                       |
| ------- | -------------------- | ---------------- | ----------------------------------------- |
| Uruguai | Pedro Rocha          | Meia             | 1973                                      |
| Brasil  | Mirandinha           | Atacante         | 1973                                      |
| Brasil  | Valdir Peres         | Goleiro          | 1975                                      |
| Uruguai | Darío Pereyra        | Zagueiro         | 1981, 1983 e 1986                         |
| Brasil  | Marinho Chagas       | Lateral-esquerdo | 1981                                      |
| Brasil  | Paulo César          | Atacante         | 1981                                      |
| Brasil  | Careca               | Atacante         | 1985 e 1986                               |
| Brasil  | Gilmar               | Goleiro          | 1986 e 1989                               |
| Brasil  | Nelsinho             | Lateral-esquerdo | 1986                                      |
| Brasil  | Bernardo             | Meia             | 1986                                      |
| Brasil  | Pita                 | Meia             | 1986                                      |
| Brasil  | Ricardo Rocha        | Zagueiro         | 1989 e 1991                               |
| Brasil  | Raí                  | Meia             | 1989                                      |
| Brasil  | Bobô                 | Meia             | 1986                                      |
| Brasil  | Leonardo             | Lateral-esquerdo | 1991                                      |
| Brasil  | Cafu                 | Lateral-direito  | 1992 e 1993                               |
| Brasil  | Pavão                | Lateral-direito  | 1994                                      |
| Brasil  | Zé Carlos            | Lateral-direito  | 1997                                      |
| Brasil  | Rogério Ceni         | Goleiro          | 2000, 2003, 2004, 2006, 2007, 2008 e 2015 |
| Brasil  | Fábio Simplício      | Volante          | 2002                                      |
| Brasil  | Kaká                 | Meia             | 2002                                      |
| Brasil  | Luís Fabiano         | Atacante         | 2003                                      |
| Uruguai | Lugano               | Zagueiro         | 2004 e 2005                               |
| Brasil  | Rodrigo              | Zagueiro         | 2004                                      |
| Brasil  | Cicinho              | Lateral-direito  | 2005                                      |
| Brasil  | Mineiro              | Volante          | 2005 e 2006                               |
| Brasil  | Ilsinho              | Lateral-direito  | 2006                                      |
| Brasil  | Fabão                | Zagueiro         | 2006                                      |
| Brasil  | Aloísio              | Atacante         | 2006                                      |
| Brasil  | Breno                | Zagueiro         | 2007                                      |
| Brasil  | Richarlyson          | Volante          | 2007                                      |
| Brasil  | Hernanes             | Volante          | 2007, 2008 e 2017                         |
| Brasil  | André Dias           | Zagueiro         | 2008 e 2009                               |
| Brasil  | Miranda              | Zagueiro         | 2008 e 2009                               |
| Brasil  | Borges               | Atacante         | 2008                                      |
| Brasil  | Alex Silva           | Zagueiro         | 2010                                      |
| Brasil  | Lucas                | Atacante         | 2012                                      |
| Brasil  | Rafael Tolói         | Zagueiro         | 2014                                      |
| Brasil  | Paulo Henrique Ganso | Meia             | 2014                                      |
| Brasil  | Luciano              | Atacante         | 2020                                      |

## Chuteira de Ouro
| País   | Nome         | Posição  | Ano  |
| ------ | ------------ | -------- | ---- |
| Brasil | Luís Fabiano | Atacante | 2003 |
| Brasil | Luciano      | Atacante | 2020 |

## Campeonato Paulista de Futebol
Jogadores do São Paulo FC na seleção dos melhores do Campeonato Paulista
| País    | Nome            | Posição          | Ano         |
| ------- | --------------- | ---------------- | ----------- |
| Brasil  | Júnior          | Lateral-esquerdo | 2006        |
| Brasil  | Mineiro         | Volante          | 2006        |
| Brasil  | Danilo          | Meia             | 2006        |
| Brasil  | Thiago Ribeiro  | Atacante         | 2006        |
| Brasil  | Alex Silva      | Zagueiro         | 2007        |
| Brasil  | Josué           | Volante          | 2007        |
| Brasil  | Miranda         | Zagueiro         | 2008 e 2010 |
| Brasil  | Hernanes        | Volante          | 2008        |
| Brasil  | Adriano         | Atacante         | 2008        |
| Brasil  | André Dias      | Zagueiro         | 2009        |
| Brasil  | Washington      | Atacante         | 2009        |
| Brasil  | Rogério Ceni    | Goleiro          | 2011        |
| Brasil  | Lucas           | Meia             | 2011 e 2012 |
| Brasil  | Rhodolfo        | Zagueiro         | 2012        |
| Brasil  | Cortez          | Lateral-esquerdo | 2012        |
| Brasil  | Jádson          | Meia             | 2013        |
| Uruguai | Álvaro Pereira  | Lateral-esquerdo | 2014        |
| Peru    | Christian Cueva | Meia             | 2017        |
| Brasil  | Bruno Alves     | Zagueiro         | 2019        |
| Brasil  | Daniel Alves    | Meia             | 2020        |

Revelação do Campeonato Paulista
| País   | Nome  | Posição | Ano  |
| ------ | ----- | ------- | ---- |
| Brasil | Lucas | Meia    | 2011 |

## Copa Libertadores da América
Melhor jogador da final
| País   | Nome    | Posição  | Ano  |
| ------ | ------- | -------- | ---- |
| Brasil | Amoroso | Atacante | 2005 |

## Copa Intercontinental
Desde 1980 disputada em jogo único pelo campeões da Copa Libertadores e da Liga dos Campeões da UEFA no Japão patrocinada pela Toyota, que elegia o melhor jogador da partida, e dois atletas do SPFC foram eleitos.
Homem do jogo
| País   | Nome           | Posição | Ano  |
| ------ | -------------- | ------- | ---- |
| Brasil | Raí            | Meia    | 1992 |
| Brasil | Toninho Cerezo | Meia    | 1993 |
| Brasil | Rogério Ceni   | Goleiro | 2005 |

## Copa do Mundo de Clubes da FIFA
Competição onde reúne todos os campeões continentais do ano organizada pela FIFA em 2000 e desde 2005. A FIFA elegeu o capitão são paulino como o Bola de Ouro adidas da edição de 2005.
Bola de ouro adidas
| País   | Nome         | Posição | Ano  |
| ------ | ------------ | ------- | ---- |
| Brasil | Rogério Ceni | Goleiro | 2005 |

## Melhor das Américas
Todo os anos o jornal El País do Uruguai elegem os onze ideais da América e o melhor deles é eleito o Rei da América. O tricolor paulista já teve 2 jogadores e um 1 técnico considerados os melhores da América:
Rei da América
| País   | Nome         | Posição         | Ano  |
| ------ | ------------ | --------------- | ---- |
| Brasil | Raí          | Meia            | 1992 |
| Brasil | Telê Santana | Treinador       | 1992 |
| Brasil | Cafu         | Lateral-direito | 1994 |

Equipe ideal da América
| País    | Nome         | Posição         | Ano               |
| ------- | ------------ | --------------- | ----------------- |
| Brasil  | Careca       | Atacante        | 1986              |
| Brasil  | Cafu         | Lateral-direito | 1992, 1993 e 1994 |
| Brasil  | Raí          | Meia            | 1992              |
| Brasil  | Müller       | Atacante        | 1993              |
| Brasil  | Denílson     | Meia            | 1997              |
| Brasil  | Kaká         | Meia            | 2002              |
| Brasil  | Cicinho      | Lateral-direito | 2004 e 2005       |
| Uruguai | Lugano       | Zagueiro        | 2004 e 2005       |
| Brasil  | Rogério Ceni | Goleiro         | 2005 e 2006       |
| Brasil  | Fabão        | Zagueiro        | 2006              |